# 五島汽船
五島汽船協業組合（ごとうきせんきょうぎょうくみあい）は、長崎県五島市に本社を置く海運会社。貨物フェリー及び貨物船を運航している。

## 沿革
- 1968年12月 - 出資者6名にて会社設立。五島一円にて砂、砂利及び資材の運搬を行う。
- 1969年4月 - 長崎～福江間の定期貨物航路を開設。
- 1982年4月 - 陸上配送部門の充実を図るため協徳運輸有限会社を設立。ラフタークレーン、大型車輌の導入を行い設備の充実を図り、陸海一環輸送の体制を整える。
- 1987年5月 - 第三十七協徳丸（199型）を新造[1]。
- 1989年8月 - 第三十八協徳丸（199型）を新造。
- 2006年7月 - 長崎運送株式会社より、フェリーひかりを購入。貨物フェリー航路開設。フェリーさくらに船名変更。
- 2013年 - 長崎県の平成25年度船舶リプレイス補助事業によりフェリーさくらの代替船建造を決定[2]。同年12月6日渡辺造船所にて進水。
- 2014年3月10日 - 五島汽船協業組合へ新船[3]引渡し。翌11日フェリーさくら終航、翌翌日の12日より新船「フェリーさくらII」就航。
- 2022年11月11日 - 第三十八協徳丸に代わって大黒丸を調達して導入[4]。

## 航路
長崎市と五島列島福江島の五島市を結ぶ貨物航路を運航している。
- 長崎港 - 福江港（五島市) 
  - 「フェリーさくらII」 - 平日2往復、土日祝1往復運航される。
  - 「大黒丸」 - 午前0時すぎに長崎港を出港して同5時すぎに福江港に到着（日祝日の翌日を除く、第三十八協徳丸と同じ）[4]。

## 船舶

### 就航中の船舶
- フェリーさくらII

2013年4月30日起工、同年12月6日進水、2014年3月10日竣工、同年3月12日就航、渡辺造船所建造（第207番船）
883総トン、564載貨重量トン、全長81.00m、垂線間長69.00m、型幅14.00m、型深さ8.90/4.23m、満載喫水3.65m
新潟原動機6MG28HX×2基、連続最大出力2,500PS、固定ピッチプロペラ4翼2軸、航海速力16.8ノット、乗組員9名、その他2名、旅客定員12名、大型車14台
- 大黒丸[5]

1995年10月3日竣工、岡島造船所建造、佐賀県の海運会社から2022年10月下旬に購入。
197総トン、全長54.00m、型幅9.30m、型深さ5.57m、ディーゼル1基、機関出力1,000ps、航海速力10.20ノット

### 過去の船舶

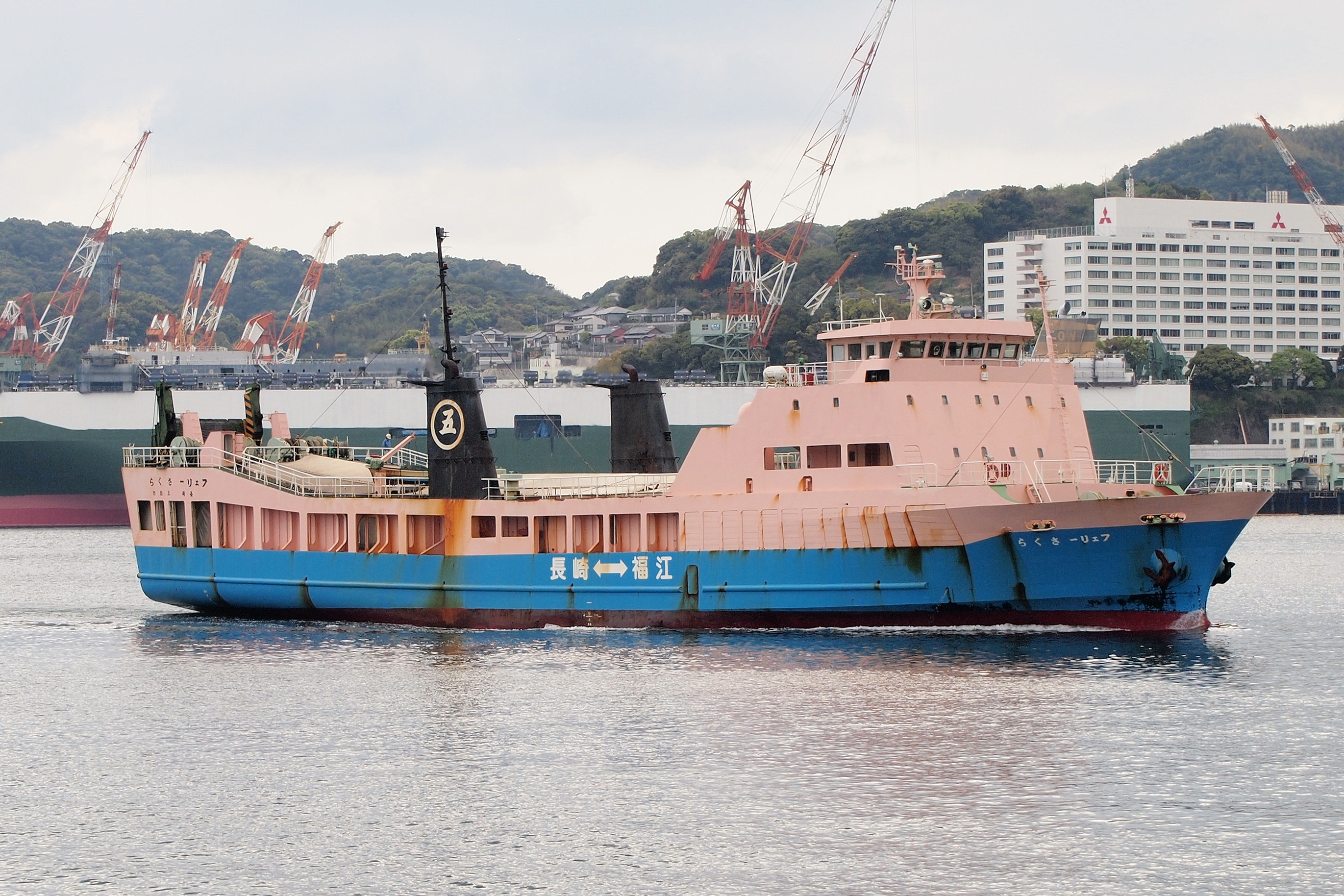
フェリーさくら

- フェリーさくら[5]

1988年7月20日竣工、三浦造船所本社工場建造、元・長崎運送「フェリーひかり」
499総トン、全長68.00m、型幅13.00m、型深さ4.00m、ディーゼル2基、機関出力2,000ps、航海速力15.04ノット、旅客定員12名
- 第三矢野丸[6]

1969年11月竣工、家島ドック建造
199.00総トン、全長38.00m、型幅8.00m、型深さ3.50m、ディーゼル1基、機関出力550ps、航海速力9.0ノット
- 第十二幸丸[7] (ガット船)

1983年11月5日竣工、高砂造船所建造
193総トン、全長46.21m、型幅10.00m、型深さ5.00m、ディーゼル1基、機関出力650ps、航海速力10.00ノット
- 第二十八協徳丸[6]

1977年11月竣工、藤原造船所建造、船舶整備公団共有
181.15総トン、全長40.50m、型幅7.60m、型深さ4.80m、ディーゼル1基、機関出力600ps、航海速力9.5ノット、旅客定員12名
引退後、対州産業運輸に売船、「第七対州丸」に改名。
- 第三十五協徳丸[6]

1967年3月竣工、芸備造船工業建造、もと「王星丸」
197.57総トン、全長45.25m、型幅7.60m、型深さ4.90m、ディーゼル1基、機関出力680ps、航海速力10ノット
- 第三十七協徳丸[5]

1987年5月21日竣工、上島造船所本社建造
197総トン、全長56.20m、型幅9.50m、型深さ5.30m、ディーゼル1基、機関出力750ps、航海速力9.00ノット
- 第三十八協徳丸[5]（在来型貨物船）

1989年8月31日竣工、上島造船所本社建造
199総トン、540.80重量トン、全長58.80m、型幅9.50m、型深さ5.30m、ディーゼル1基、機関出力700ps、航海速力10.00ノット
2022年8月の検査期限で廃止して貨物船「フェリーさくらII」に集約する計画だったが、貨物の積み残しが懸念され、同年11月まで運航して大黒丸に引き継いだ。
- 第五十一協徳丸[5] (ガット船)

1989年3月3日竣工、上島造船所本社建造、もと「和晃丸」
279総トン、全長57.15m、型幅11.00m、型深さ5.80m、ディーゼル1基、機関出力1,000ps、航海速力12.00ノット